# Болгария на летних Олимпийских играх 1896
Болгария впервые участвовала на летних Олимпийских играх 1896 и была представлена одним гимнастом Шарлем Шампо, который был гражданином Швейцарии, но временно жил в Болгарии. По итогам Игр, он не получил ни одной награды. Сборную страны представлял один спортсмен в спортивной гимнастике.

## Результаты соревнований

### Спортивная гимнастика
| Соревнование        | Спортсмен   | Место |
| ------------------- | ----------- | ----- |
| Опорный прыжок      | Шарль Шампо | 4-15  |
| Конь                | Шарль Шампо | 3-14  |
| Параллельные брусья | Шарль Шампо | 3-18  |